# Ђал
Ђал (мађ. Gyál) град је у Мађарској. Ђал је град у оквиру жупаније Пешта, а истовремено и важно предграђе престонице државе, Будимпеште.
Град има 22.979 становника према подацима из 2008. године.

## Географија
Град Ђал се налази у средишњем делу Мађарске. Од престонице Будимпеште град је удаљен 20 km југоисточно. Град се налази у северном делу Панонске низије.

## Становништво
По процени из 2017. у граду је живело 23.360 становника.
| 1990.  | 2001.  | 2011.  | 2017.  |
| ------ | ------ | ------ | ------ |
| 17.641 | 20.900 | 23.338 | 23.360 |